# زيلمو بيتي
زيلمو بيتي (بالإنجليزية: Zelmo Beaty) مواليد 25 أكتوبر 1939 في تكساس - الوفاة 27 أغسطس 2013، كان لاعب كرة سلة أمريكي تحول إلى التدريب بعد الاعتزال بدأ مسيرته الاحترافية في سنة 1962. تم اختياره من قبل فريق أتلانتا هوكس خلال الدرافت. بلغ طوله 6 قدم 9 بوصة (2.1 م). اعتزل اللعب في 1975. شارك مرتين في مباراة كل النجوم.

## روابط خارجية
- زيلمو بيتي على موقع إن بي أي (الإنجليزية)
- زيلمو بيتي على موقع سبورتس رفرنس (الإنجليزية)
- زيلمو بيتي على موقع ريلجم (الإنجليزية)
- زيلمو بيتي على موقع بروبوليرز (الإنجليزية)
- زيلمو بيتي على موقع قاعة المشاهير الجامعة الوطنية لكرة السلة (الإنجليزية)
- زيلمو بيتي على موقع سبورتس رفرنس (الإنجليزية)